# Jan, Jans en de kinderen
Jan, Jans en de kinderen is een wekelijkse gagstrip van telkens één pagina, oorspronkelijk van de hand van Jan Kruis (1933-2017). De eerste aflevering verscheen eind 1970 in het damesblad Libelle. Centraal in de strip staan de dagelijkse belevenissen van de fictieve Nederlandse familie Tromp en hun huisdieren.
De meeste van de eenpaginastrips zijn op zichzelf staande humoristische verhaaltjes, maar soms wordt er ook een vervolgverhaal in verschillende wekelijkse afleveringen verteld.

## Geschiedenis

### Aanloop en ontstaan van de strip
Halverwege de jaren 60 schreef Kruis, die toen al enige tijd actief was als striptekenaar voor diverse jeugdtijdschriften, in opdracht van Hergé voor het stripblad Kuifje een strip genaamd Gregor. Deze strip ging over een vader in een gezin met twee kinderen, en wordt wel gezien als de rechtstreekse voorloper van Jan, Jans en de kinderen. Peter Middeldorp, chef-redacteur van het vrouwentijdschrift Libelle, die Kruis nog kende uit de tijd dat hij oud-redacteur van stripblad Robbedoes was, nam in 1970 contact met Kruis op, en stelde hem voor om een wekelijks stripverhaal voor dit vrouwenblad te gaan maken.
Jan Kruis baseerde zich, toen hij met het maken van Jan, Jans en de kinderen begon, op zijn eigen toenmalige gezinssituatie. Zijn twee dochters Leontine en Andrea waren op dat moment ongeveer zo oud als de naar hen gemodelleerde hoofdpersonages Catootje en Karlijn. Het gezin Kruis had net als het gezin Tromp een teckel, een grote rode kater en een rode auto die in de strip te zien is. De vader van het gezin Tromp is tot op zekere hoogte gemodelleerd naar Jan Kruis zelf en heeft ook diens voornaam, hoewel hij er verder heel anders uitziet.

### 1970-1999
De allereerste Jan, Jans en de kinderen-strip verscheen op 12 december 1970. De strip werd onder de vaste lezeressen van Libelle al snel populair, maar het duurde nog enige tijd voordat de strip ook bij een breder publiek aansloeg.Stripschrift, het huisblad van de Nederlandse Vereniging voor Stripliefhebbers, besteedde er na zes jaar voor het eerst aandacht aan. Uitgever VNU zag er aanvankelijk geen heil in om de strips gebundeld in albumvorm uit te gaan geven, omdat er volgens hen geen markt voor was. Joop Wiggers, die bevriend was met Jan Kruis, zag de potentie echter wel; Wiggers liet in eigen beheer 30.000 albums drukken. Deze bleken een groot succes, waarna meer albums volgden.; er gingen in de loop der tijden miljoenen Jan, Jans en de kinderen-albums over de toonbank. (zie verder #Albums)
In de begindagen van  Jan, Jans en de kinderen maakte Kruis de strip nog helemaal zelf. Later hielp zijn vrouw Els (op wie het personage Jans in de strip is gebaseerd) bij het inkleuren. Per week was Kruis gemiddeld drie à vier dagen kwijt aan het maken van de strip. Meerdere keren overwoog Kruis dan ook om met het tekenen van de strip te stoppen, iets wat hij uiteindelijk pas in 1999 zou doen. Kruis betitelde de strip daarnaast zelf jarenlang als "een dierbaar blok aan mijn been". Dit was tevens de titel van een in 1980 uitgekomen korte biografie over Kruis – van de hand van Marianne de Groot – die als extra bijlage bij stripalbum 10 werd gevoegd.
Enkele eenpaginastrips uit de beginjaren zijn later geheel hertekend.

### Overname door Studio Jan Kruis
In 1999, na bijna 30 jaar en 1139 afleveringen, verkocht Kruis de rechten op de strip aan Sanoma. Hij was inmiddels 65 en het wekelijks opleveren van een nieuw verhaal viel hem zwaar. Daarnaast deed rond die tijd de computer zijn intrede in het tekenwerk. Een collectief tekenaars en schrijvers nam het werk over onder de naam Studio Jan Kruis. Kruis verklaarde in 2012 in een interview bij het uit handen geven aan Studio Jan Kruis een "dubbelslachtig gevoel" te hebben gehad. Zo vond hij dat de strip aan kwaliteit had ingeboet, en was hij ook niet te spreken over het nieuwe kapsel van Jans; piekhaar in plaats van een knot.
Van 2013 tot 2020 werden de scenario's geschreven door Peter Weijenberg. Sinds november 2020 schrijft Barbara Stok de gags.

## Achtergronden bij de striptitel
De naam van de strip is wel in verband gebracht met Jan, Jannetje en hun jongste kind, een boek uit 1842 van E.J. Potgieter. In werkelijkheid kende Kruis dit boek van Potgieter niet op het moment dat hij met Jan, Jans en de kinderen begon. Hij zocht gewoon een goed pakkende, deels allitererende titel en koos voor Jan, Jans..., wat het deels autobiografische karakter dat hij in de strip legde weerspiegelde. Hugo Brandt Corstius verwees in 1977 naar Potgieters boek toen hij in een column in Vrij Nederland een schilderij besprak waarop Kruis de koninklijke familie had uitgebeeld. Kruis schreef hierop een brief aan Corstius, omdat hij dacht dat die de naam van zijn strip verkeerd had weergegeven.

## Vaste verhaallijnen en thema's
Terwijl de personages en samenlevingsvormen in andere bekende familiestrips (zoals De familie Doorzon, Sjors en Sjimmie en De familie Fortuin) vaak onorthodox zijn, kenmerkt Jan, Jans en de kinderen zich juist door het feit dat er in de eerste plaats een doodgewoon Nederlands gezin centraal staat, als model voor de middenklasse in Nederland.

### Situatie van de hoofdpersonages
De familie bestond oorspronkelijk uit vader Jan, moeder Jans en de dochters Karlijn en Catootje. In 1993 kwam er nog een nakomertje, de baby Gertje. Het huisgezin wordt gecompleteerd door de rode kater, de teckel Lotje, en later ook de pony Kobus en de Siamese poes Loedertje. Daarnaast spelen ook onder meer Catootjes vriendje Jeroen, nicht Hanna, opa Gerrit en later Moeps Pepernoot een min of meer vaste rol in de verhalen.
Het gezin verhuist al snel na het begin van de strip van een huurflat naar een doorzonwoning. Zeven jaar later (in aflevering 284) verhuizen ze van Rotterdam naar een boerderij in een rustig landelijk dorpje in Drenthe, waar de verhalen zich tot begin 2021 afspelen. Het gezin Kruis woonde in werkelijkheid gedurende de eerste jaren van de strip in een eengezinswoning in IJsselmonde, en Kruis is ook in het echt met zijn gezin van Rotterdam naar Drenthe verhuisd. In maart 2021 – in een verhaallijn rondom de coronapandemie die op dat moment op haar hoogtepunt was – verhuist het gezin een derde maal, nu van hun boerderij naar een regulier woonhuis. Vader Jan is namelijk als gevolg van de coronacrisis werkloos geraakt.
De familie Tromp heeft aan het begin nog geen auto, maar krijgt die vrij snel (zie ook #Cameo's).

### Maatschappelijke thema's
Veel van de verhaaltjes zijn eenvoudige gags. Geregeld komen er echter op een ludieke manier ook belangrijke maatschappelijke thema's aan bod. Dit gebeurt bijvoorbeeld vaak in de dialogen tussen de volwassen hoofdpersonages. Verder gebruikte Kruis vooral de grote rode kater als een soort spreekbuis van hemzelf. 
Belangrijke thema's die geregeld terugkeren zijn genderongelijkheid en emancipatie. Hoewel de man-vrouwrolverdeling in de eerste jaren nog "klassiek" is, met Jan als de kostwinner en Jans als de huisvrouw, worden de rollen later omgedraaid; Jans krijgt een kantoorbaan en begint zelfs aan een politieke carrière, terwijl Jan nu het hele huishouden doet. Verder bevatten de strips vaak moralistische elementen. Aspecten van de samenleving die op het moment dat de strips verschenen soms nog min of meer taboe waren (zoals homoseksualiteit) worden op een luchtige manier aan de orde gesteld in de vorm van discussies tussen de verschillende hoofdpersonages. De strip bevat op geen enkele manier erotische elementen. Het thema seks komt wel af en toe aan de orde, in de vorm van ongemakkelijke gesprekken tussen Catootje en haar vader. Ook het multiculturalisme komt ter sprake, bijvoorbeeld in enkele afleveringen uit 1977 waarin Karlijn een paar verhaaltjes lang een allochtone vriend heeft.

### Opschuivende tijdlijn
De strips zijn altijd met hun tijd meegegaan, hoewel de hoofdpersonages niet of nauwelijks ouder zijn geworden. 
Het huishouden van de familie Tromp is gedurende de eerste paar jaar typisch dat van een doorsnee Nederlands gezin in de jaren 1970. Ook komen in de verhaaltjes van deze tijd tv-programma's ter sprake die op dat moment populair waren (zoals Toppop en Bonanza). 
Qua kleding en kapsel zijn de personages vervolgens altijd met hun tijd blijven meegaan. 
Omstreeks de eeuwwisseling deden zaken als het internet en de euro ook in deze strip hun intrede. 
In de verhaaltjes wordt zo nu en dan naar de actualiteit van dat moment verwezen.

#### Eenmalige flashforward
In aflevering 391 (later verschenen in bundelalbum 9) is te zien hoe de hoofdpersonen er in het jaar 2000 uit zouden hebben gezien indien ze sinds hun introductie in 1970 wél zouden zijn verouderd. 
Gertje en opa Tromp zijn niet opgenomen in dit vooruitzicht, zij waren toen nog geen personages in de serie.

## Personages

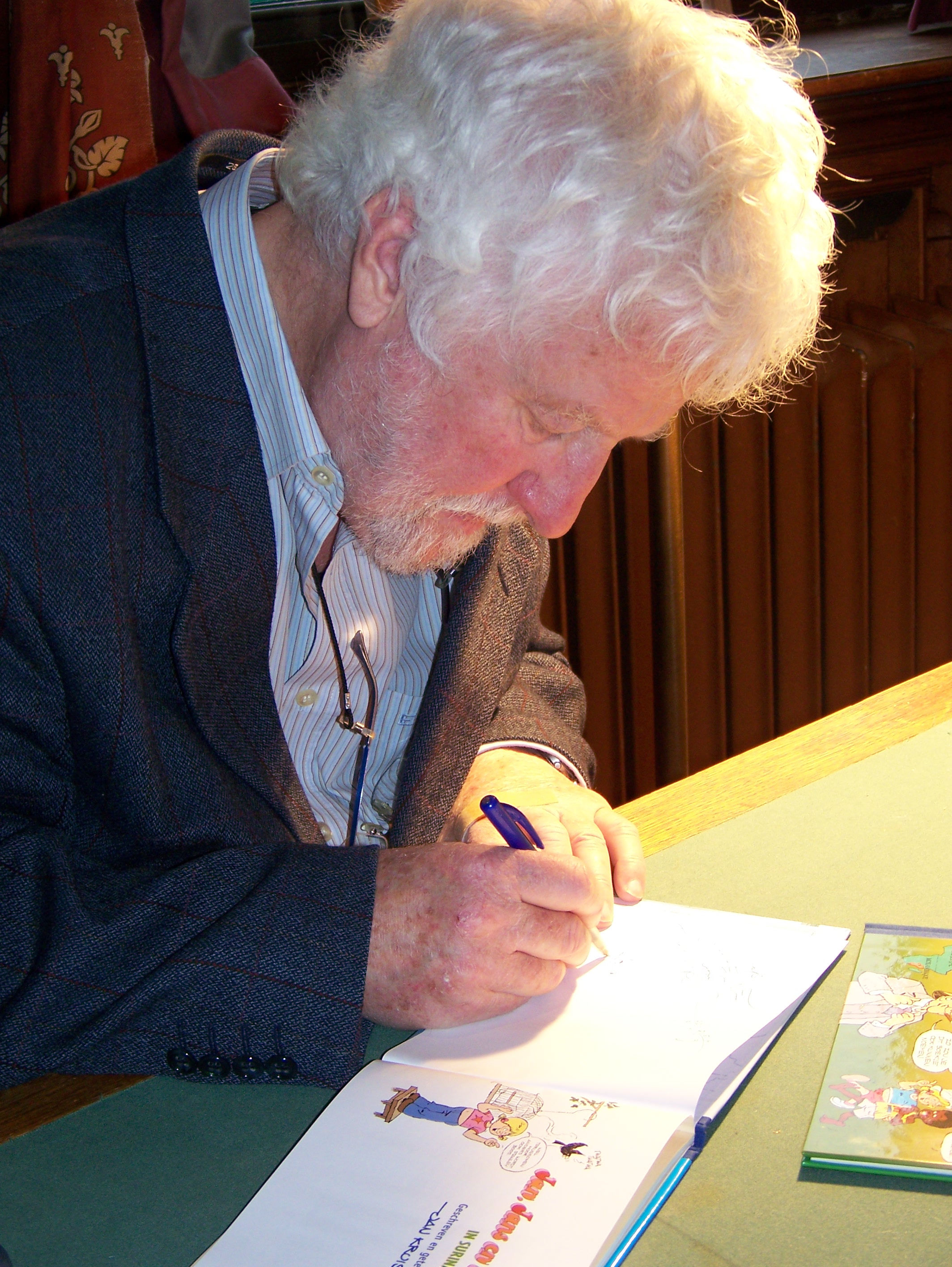
Jan Kruis signeert in het Drents Museum een Jan, Jans en de kinderen-boek (2009).

### Hoofdpersonages
De hoofdpersonages zijn de gezinsleden van de familie Tromp en hun huisdieren.

#### Gezin Tromp
- Jan: de vader in het gezin. In de loop der tijd evolueert hij van een traditioneel-conservatieve kostwinner tot een moderne vader. Eerst werkte hij bij een oliemaatschappij, later onder meer als schrijver.
- Jans: de moeder in het gezin. Zij maakt eveneens een evolutie door van traditionele huisvrouw tot moderne moeder. Ze heeft een tijdje een politieke carrière nagestreefd met een partij uitsluitend voor vrouwen, maar gaf dit op toen Gertje geboren werd. In deze periode ging ook haar karakteristieke knot eraf; in de jaren 00 volgde een tweede metamorfose. Ter gelegenheid van het veertigjarig jubileum heeft Jans haar knot teruggekregen.
- Karlijn: de oudste dochter van het gezin.
- Catootje: de jongste dochter van het gezin.
- Gertje: zoontje van Jan en Jans, wordt pas later geboren.

#### Huisdieren
- De Rode Kater: de kat van het gezin Tromp. In het eerste album noemt Jans hem "Edgar Allen Poes". Hij zit meestal op de bank in de woonkamer en staat bekend om zijn filosofische kijk op het leven. In een aantal strips komt alleen de rode kater in beeld, om een monoloog te voeren.
- Lotje: het teckeltje van de familie. Ondanks de vrouwelijke naam is Lotje geen teef, maar een reu. Lotje heeft zich verschillende historische of bekende personen gevoeld, zoals Napoleon en de voetballer Diego Maradona.
- Loedertje: een Siamese poes, die op een dag als zwerfkat tevoorschijn komt uit het ventilatiekanaal in het toilet van de familie Tromp. (zie album 5)

### Familie en vrienden
Karakters die regelmatig terugkomen, zoals familieleden van buiten het gezin, en vrienden van de kinderen.
- Jeroentje: een klasgenoot van Catootje. Vanaf het stripje waarin ze hem voorstelt aan haar ouders, is Jeroentje een van de belangrijkste bijpersonages. Meestal is hij het speelkameraadje van Catootje. Ze houden vol ondanks hun nog jonge leeftijd vol dat ze verloofd zijn.
- "Opa" (echte naam Gerrit Tromp): de vader van Jan Tromp. Hij is op veel gebieden nog uiterst conservatief. Vooral Catootje, die hij meestal Catelootje noemt, heeft een speciaal plekje in zijn hart.
- Moeps Pepernoot: een oude jeugdvriendin van Gerrit Tromp. Ze ontmoeten elkaar opnieuw op latere leeftijd, na het overlijden van Moeps echtgenoot. Jan Kruis heeft ook gedurende korte tijd een strip over Moeps Pepernoot zelf gemaakt.
- Gijs: de oudere broer van Jan Tromp. Hij is een onzichtbaar personage, er wordt alleen soms over hem gesproken. In een verhaal dat is gebundeld album 12 (1982) beweert Jan dat Gijs niet alleen een eigen zaak heeft, maar ook met de belastingen "rommelt".
- Harold: een rijkeluisjongetje dat een klasgenoot wordt van Jeroentje en Catootje vanaf album 12, als hij samen met zijn vader in de straat van de Tromps komt wonen.
- Thomas: een van de vriendjes van Karlijn. Na haar oude vriendjes Mike, Ho-Wang en Arend-Jan blijft het een tijdje stil totdat Karlijn Thomas ontmoet.
- Germaine: een vriendin en klasgenoot van Karlijn die in album 35 verscheen. Vooral in album 33 is zij een gespreksonderwerp.
- Hanna: een feministe en de bom-nicht van Jans.
- Oma Stien: de moeder van Jans. Na een stukgelopen huwelijk is ze naar Amerika geëmigreerd. Ze komt bij bepaalde gelegenheden nog terug naar Nederland om het gezin Tromp op te zoeken.
- Ank: een vriendin van Jans die af en toe in beeld verschijnt.
- Karla: de beste vriendin van Jans.

### Overige bijfiguren

#### Mensen
- Cora: een vriendin van Karlijn, met name in de beginjaren van de strip
- Carla: eigenaresse van Carla's Dierenpension. Ze is soms te zien als het gezin op vakantie gaat
- Zwaantje Bonebrood: een zeer eigenzinnige, zwaar rokende en daarnaast erg lelijke schoonmaakster. In haar jeugd heeft ze allerlei mislukte studies gedaan. Ze heeft een tijdlang bij de familie Tromp thuis Jan geholpen met het huishouden, totdat ze door hem de deur uit werd gezet en vervolgens een rechtszaak probeerde aan te spannen (zie de stripjes 1075-1081, verschenen in album 25).
- Arie Bonebrood ("Rare Arie"): Zwaantjes vader en een oude schoolgenoot van opa Tromp. Arie en opa Tromp hebben ook een keer naast elkaar in het ziekenhuis gelegen (album 21).
- Sientje: het dochtertje van bom-moeder Hanna. Ze is geboren in het huis van de familie Tromp (album 11).
- Jean-Pierre: was korte tijd de pianoleraar van Jans, en probeerde haar toen een veel te dure piano te verkopen. Hij verdwijnt weer uit de serie nadat opa Tromp en Hanna hem in stripje 955 (verschenen in album 22) als een oplichter ontmaskerden.
- Hendrika de Groot: oude klasgenoot van Jan. Zij werd geboren als Henk de Groot en is transgender. Daarnaast is ze werkzaam bij een uitgeverij en hielp Jan in de tijd dat hij schrijver was.
- Aisha: een kennis van Jans, die ooit gevlucht is naar Nederland (zie album 56).

#### Cameo's
- Jan Kruis gaf zichzelf, zoals wel vaker wordt gedaan door striptekenaars, af en toe cameo's. Als Karlijn en Catootje een keer staan te liften, komt Kruis in een rode MG voorbij. Hij besteedt, evenals de andere automobilisten, echter geen aandacht aan de meisjes. In de stripjes 66-68 geeft Kruis zichzelf een bijrol als berooide striptekenaar, die noodgedwongen zijn gekoesterde Rooie Marietje aan de familie Tromp verkoopt om zijn schulden bij de Belastingdienst af te kunnen betalen. (Dit kwam overeen met Kruis' werkelijke financiële situatie op dat moment.) Na de overname door Studio Jan Kruis kwamen Jan en Catootje de oorspronkelijke eigenaar weer tegen.
- Uitgever Joop Wiggers, striptekenaar Martin Lodewijk en stripfiguur Agent 327 hebben in de begintijd regelmatig cameo's in de achtergrond.

#### Andere dieren
- Kobus: een witte pony die Catootje na veel aandringen cadeau krijgt voor Sinterklaas, nadat de familie naar Drenthe is verhuisd. (zie album 7)
- Josephine: het hondje van oma Stien. Ze is een vrouwelijk teckeltje en heeft altijd een strik om.
- Mops: het hondje van Moeps. Ze is een kleine buldog, maar dat wil ze zelf nooit toegeven omdat ze denkt dat mensen buldogs eng vinden.
- Anne-Marie: het hondje dat Jeroentje heeft overgenomen van de familie Tromp. Ondanks zijn naam is hij een reu; hij is transseksueel. Verder is hij een pitbull, hoewel hij steevast volhoudt dat hij een keeshond is.

## Albums
Naast de wekelijkse strips in Libelle zijn er door de jaren vele albums uitgebracht, waarin steeds een aantal van de wekelijkse afleveringen (meestal die van een heel jaar, ongeveer 50) is gebundeld. In eerste instantie verscheen er alleen elk jaar een nieuw album, later werd dit nog frequenter. Inmiddels zijn er meer dan 70 albums verschenen.
In sommige speciale albums zijn afleveringen uit verschillende jaren gebundeld (zoals bij het twintigjarig bestaan van de strip in 1990).

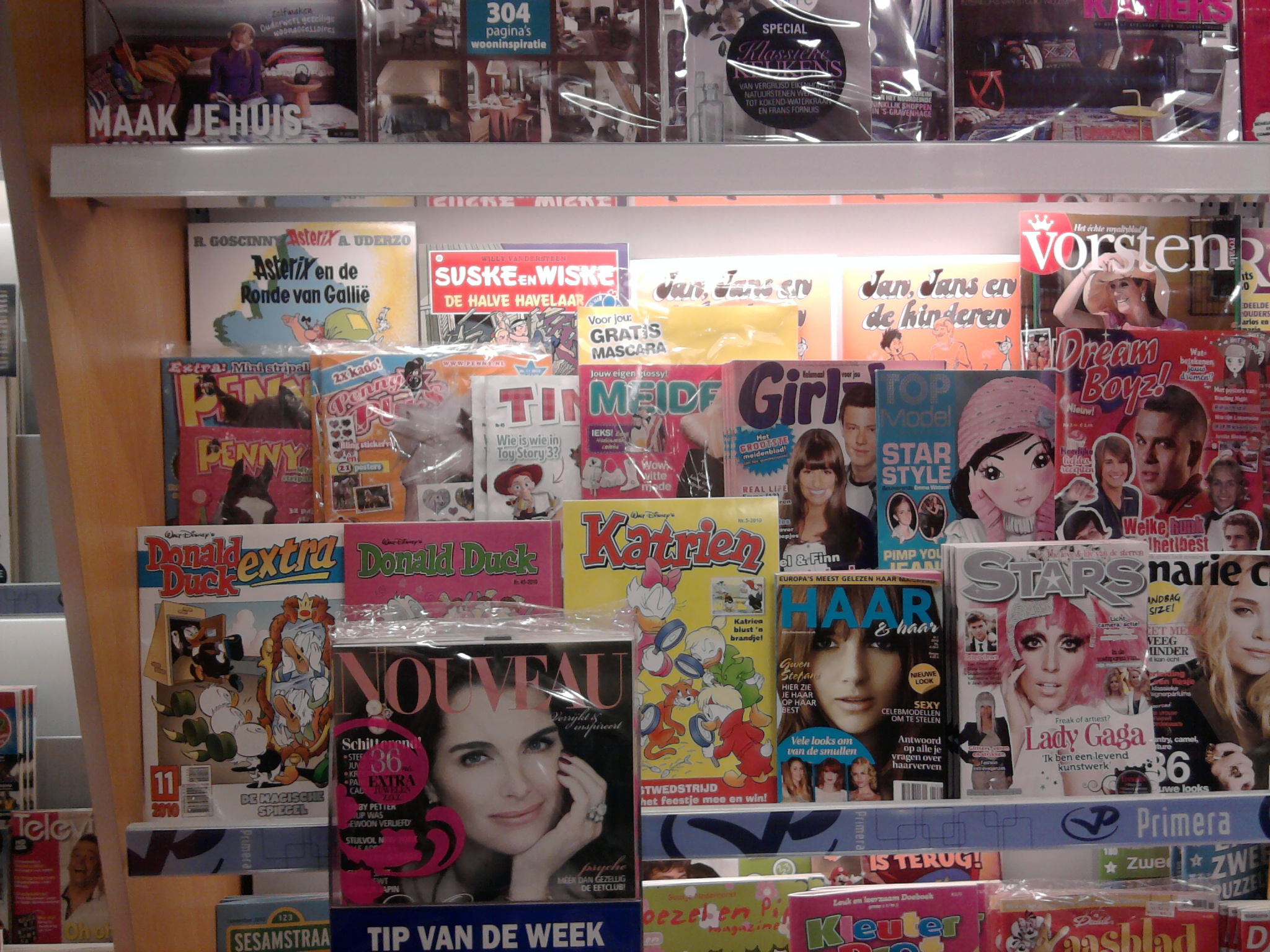
Kiosk uit 2010, met o.a. twee exemplaren van een nieuw Jan, Jans en de kinderen-album.

## Bewerkingen en spin-offs

### Tekenfilms
- In de jaren 90 werden twee tekenfilms gemaakt die gebaseerd zijn op gags uit de eerste drie albums: Koningskinderen en Kung-pfoe.

### Muziek
- Willem Wilmink schreef 12 liedjes waarvan de songteksten gebaseerd waren op gags uit de strip. De liedjes zijn op muziek gezet door Harry Bannink en uitgebracht op de cd De tekenaar heeft een man gemaakt (1992).[17] Wilmink schreef ook samen met Jan Kruis de strip- en verhaaltjesbundel Kerstverhalen van Jan Kruis en Willem Wilmink (1991).
- Vanaf oktober 2005 werd de musical Jan, Jans en de kinderen opgevoerd, met teksten van Niek Barendsen die ook de rode kater speelt, regie van Gijs de Lange en muziek van Henny Vrienten. Plien van Bennekom speelde Jans in deze musical. De rol van Jeroentje werd hier gespeeld door Alex Klaasen, die ook de rol van veel andere karakters op zich nam.[18]

### Spin-off-strips
- Vanaf 2009 had Karlijn een tijdlang haar eigen serie in het maandblad Jetix Meiden Magazine, Karlijns Leven. Deze strip omvatte in vijf pagina's het leven van Karlijn met haar vriendjes, vriendinnen en puberproblemen. Voor het weekblad Tina wordt Karlijn, Catootje en de Ouders gemaakt. Ook de rode kater had een tijdlang zijn eigen krantenstrip.

## Vertalingen
De strip is ook buiten Nederland bekend geworden en in meerdere talen vertaald. In het Duits heet de strip Ulli, Ulla und die Kinder. In het Engels is de strip vertaald als Jack, Jacky and the Juniors.

## Culturele invloeden
- In april 1999 startte de Stichting Volksgezondheid en Roken (Stivoro) een campagne tegen het meeroken van kinderen. Aan deze campagne verleenden Jan Kruis en zijn stripfiguren hun medewerking. In het bewuste filmpje bezoekt opa Tromp zijn pasgeboren kleinzoon Gertje, maar hij moet van Jan Tromp wel zijn sigaar uitdoen.
- Bepaalde elementen, taalvondsten en andere aparte ideeën van Kruis uit de strip zijn een eigen leven gaan leiden. Zo is Sint Pannekoek in sommige plaatsen in Nederland uitgegroeid tot een ware traditie. De standaard begroetingskreet van Jeroentje Hoi, pipeloi en de term je-weet-wel-kater zijn nieuw vast idioom geworden in de Nederlandse taal.
- Sinds mei 2019 is er ook een Jan Kruis Museum.

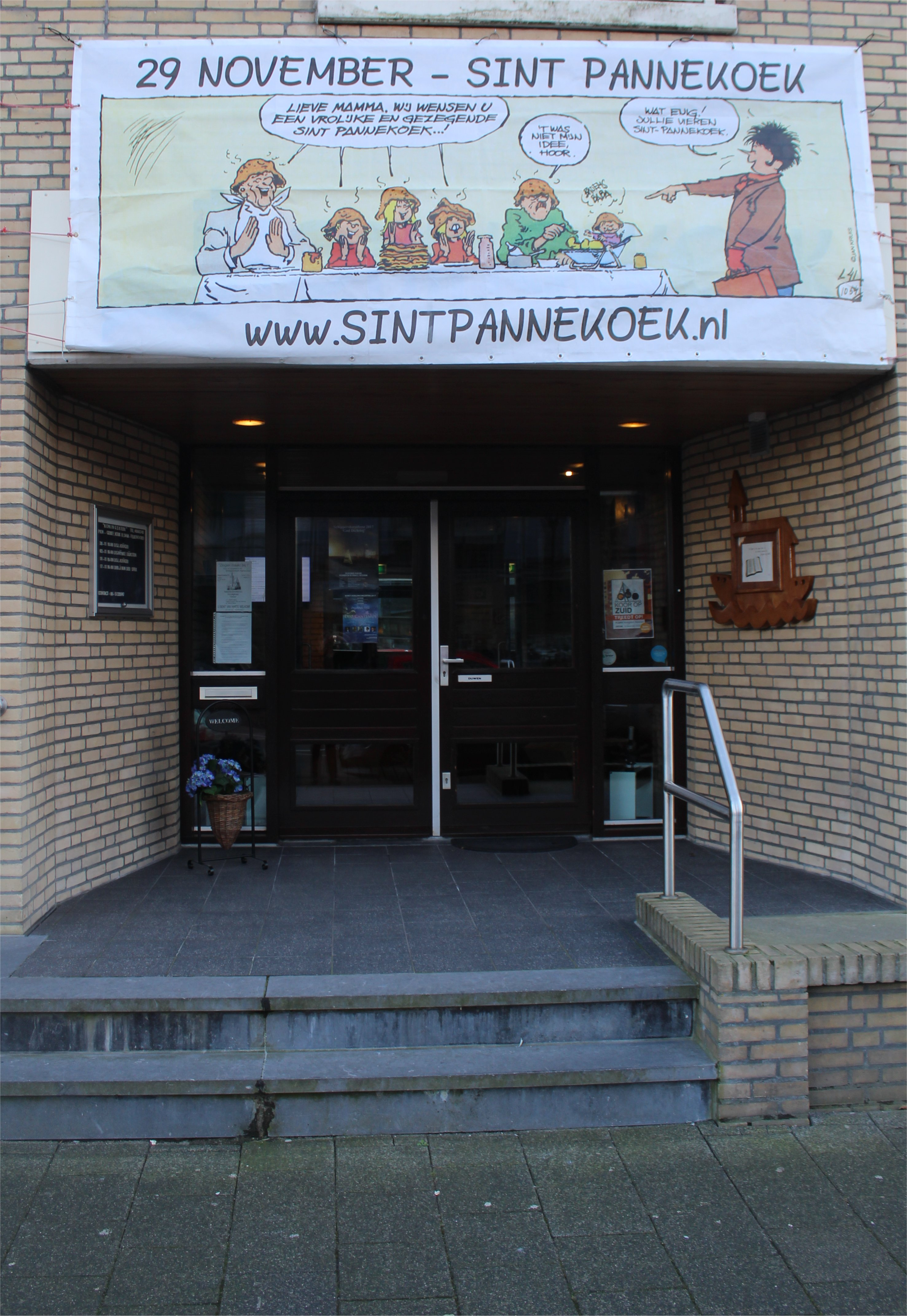
Spandoek aan de Rotterdamse Koningskerk met een aankondiging van Sint-Pannekoek. De meeste hoofdpersonen uit de strip zijn hier uitgebeeld. Van links naar rechts: opa Tromp, Catootje, Karlijn, Jeroen, Jan, Gertje en Jans.

## Merchandising
- Er zijn stickers, schoolagenda’s, badspullen en dergelijke op de markt gebracht met daarop personages uit Jan, Jans en de kinderen. Voor de lezers van Libelle ontwierp men ter gelegenheid van het 20-jarig bestaan van de strip in 1990 een speciale Rode Kater-theepot.[21] Ook van bekende spelletjes zoals domino zijn varianten bedacht op basis van de strip.[22]

## Verwijzingen in andere strips
- De titel van bundelalbum 17 van Heinz, een krantenstrip gemaakt door René Windig en Eddie de Jong, is Heinz, Heinz en de kinderen.
- Een andere strip waar Jan Kruis aan werkte, over een punkjongetje dat wordt opgevoed door een homostel, had de werktitel Jan, Jan en de Kinderen.

## Prijzen en erkenningen
De strip kreeg in 2010 de Marten Toonderprijs, een stripprijs bestemd voor een heel oevre

## Varia
- In het Engels is de strip aangeprezen met de slogan What’s special about them, is that they are so normal.[15]
- Hanco Kolk maakte voor het jeugdtijdschrift Taptoe lange tijd de strip Cor Daad, die qua basisopzet nogal wat overeenkomsten vertoont met Jan, Jans en de kinderen; ook hier staat een gezin met twee – en later drie – kinderen centraal.